# District de Kopetdag
Le district de Kopetdag est un district du Turkménistan situé à Achgabat. Il doit son nom au Kopet-Dag, une chaîne de montagnes visible plus au sud.